# Amata atavistica
Amata atavistica är en fjärilsart som beskrevs av Hermann Stauder 1924. Amata atavistica ingår i släktet Amata och familjen björnspinnare. Inga underarter finns listade i Catalogue of Life.